# Taverny Sports nautiques 95
Le Taverny Sports Nautiques 95 (TSN 95) est un club français de natation, de water-polo et de plongée sous-marine, basé à Taverny, dans le Val-d'Oise.
Créé en 1973 sur la commune de Taverny, le club à toujours eu son camp de base à la piscine Municipale. 
Le TSN 95 est affilié à la Fédération Française de Natation (FFN) et la Fédération Française d'Etudes et des Sports Sous-Marins (FFESSM).
L'équipe fanion de water-polo est promu en championnat élite, la première division française, pour la saison 2010-2011 en terminant deuxième du championnat de national 1 et en battant le Cercle des nageurs noiséens en barrage, en mai 2010. 